# 粗雑
| ウィキペディアには「粗雑」という見出しの百科事典記事はありません（タイトルに「粗雑」を含むページの一覧/「粗雑」で始まるページの一覧）。 代わりにウィクショナリーのページ「粗雑」が役に立つかもしれません。 |